# Ónody György (újságíró)
Ónody György (Szekszárd, 1934. március 18. – 2020. június 22.) magyar újságíró.

## Életpályája
Szülei Ónody Géza és Géczy Mária voltak. Ikertestvére (Sándor) mérnök, nővére Klára. 1952–1953-ban a Tolnai Napló kulturális rovatának vezetője volt. 1953–1958 között az Eötvös Loránd Tudományegyetemen tanult újságírást. 1956–1957-ben a Dunántúli Naplónál volt gyakornok. 1958–1961 között a Falusi Vasárnap kulturális rovatának vezetője volt. 1960–1962 között az ELTE Bölcsészettudományi Kar magyar szakán tanult. 1961–1967 között a Magyar Ifjúság külpolitikai rovatának munkatársa volt. 1967 óta a Magyar Rádió külpolitikai rovatának munkatársa; 1975–1983 között és 1988–1995 között rovatvezetője volt.
Egyik fő szakterülete a Közel-Kelet lett. A Magyar Rádió kiküldöttjeként hosszabb-rövidebb időt töltött a térség számos országában. Egy sor világpolitikailag is fontos eseményről, háborúkról, választásokról, a Szuezi-csatorna megnyitásáról, a Sínai-félsziget visszacsatolásáról tudósított. A sok ezer cikk, rádióriport mellett több könyvet is írt a térségről.
1983-tól 5 éven át párizsi tudósítóként dolgozott. 1993-ban a Magyar Rádió főszerkesztő-helyettese volt, 1995 óta vezető szerkesztője.

## Magánélete
1961-ben házasságot kötött Marjai Évával. Két gyermekük született; Tamás (1963) és Ágnes (1966).

## Művei
- Palesztina és a palesztinok; Kossuth, Budapest, 1976 (Nemzetközi zsebkönyvtár)
- A közel-keleti olaj a világpolitikában; Kossuth, Budapest, 1978 (Nemzetközi zsebkönyvtár)
- Mérő Miklós–Ónody György: Rabin; Útmutató, Budapest, 1995 (Változó világ)
- A hírszerzés története. Ókor, középkor, újkor; Útmutató, Budapest, 1998 (Változó világ)
- Iszlám és kard; Éghajlat, Budapest, 2016